# كريستينا هونسيل
كريستينا هونسيل (ولدت في 7 يوليو 1997) هي لاعبة ألعاب قوى ألمانية متخصصة في القفز العالي. مثلت بلدها في بطولة العالم لألعاب القوى 2019 دون التأهل للنهائي. في وقت سابق من ذلك العام فازت بالميدالية الفضية في بطولة أوروبا تحت 23 عاماً 2019. أفضل أرقامها الشخصية في هذا الحدث هي 1.92 متر في الهواء الطلق في يفله عام 2019 و1.98 متر في الأماكن المغلقة في لايبزيغ عام 2023. بأفضل نتيجتها الشخصية، وصلت كريستينا هونسيل البالغة من العمر 26 عامًا إلى المركز الثامن في منافسات القفز العالي للسيدات في بطولة العالم لألعاب القوى 2023 في بودابست بقفزها مسافة 1.94 متر.
بعد مرور 28 عامًا على فوز المجدف تورستن ستريبلهوف من مدنية دورستن بالميدالية الفضية مع الثمانية الألمان في دورة الألعاب الأولمبية في أتلانتا/الولايات المتحدة الأمريكية، وصلت لاعبة القفز العالي كريستينا هونسل من دورستن إلى نهائي القفز العالي للسيدات في دورة الألعاب الأولمبية الصيفية 2024 سعياً لتحقيق ميدالية أولمبية، حيث حققت قفزة مذهلة بلغت 1.95 مترًا وسجلت أفضل رقم شخصي لها عللى الإطلاق. نتيجة إخفاقها تجاوز مسافة 1.98 مترًا وهو ما كان كافيًا للحصول على ميدالية برونزية، فقد انهت المسابقة في المركز السادس.